# Piscatore 'e Pusilleco
"Piscatore 'e Pusilleco" è una canzone classica napoletana scritta nel 1925 dal poeta Ernesto Murolo, e musicata da Ernesto Tagliaferri.

## Descrizione
Il brano, nato dalla collaborazione (durata 16 anni) tra Tagliaferri e Murolo, è diventato un “classico” della canzone napoletana, fu interpretato dal tenore Tito Schipa che la incise nel 1926, rendendolo molto popolare.
Nel 1943 il brano, nell'interpretazione di Beniamino Gigli, fece parte della colonna sonora del film Silenzio, si gira! di Carlo Campogalliani.
Nel 1954 da questo testo fu tratto il film omonimo, diretto da Giorgio Capitani e interpretato da Giacomo Rondinella.

## Vari interpreti
- 1926, Tito Schipa nel singolo  Guapparia / Piscatore 'e Pusilleco
- 1943, Beniamino Gigli
- 1953, Roberto Murolo
- 1954, Giacomo Rondinella
- 1958, Nilo Ossani
- 1961, Peppino di Capri
- 1970. Giulietta Sacco
- 1972, Mario Abbate
- 1996, Andrea Bocelli
- 2000, Nino D'Angelo